# Dănești, Vaslui
Dănești là một xã thuộc hạt Vaslui, România. Dân số thời điểm năm 2002 là 2432 người.